# ポートランドの建築

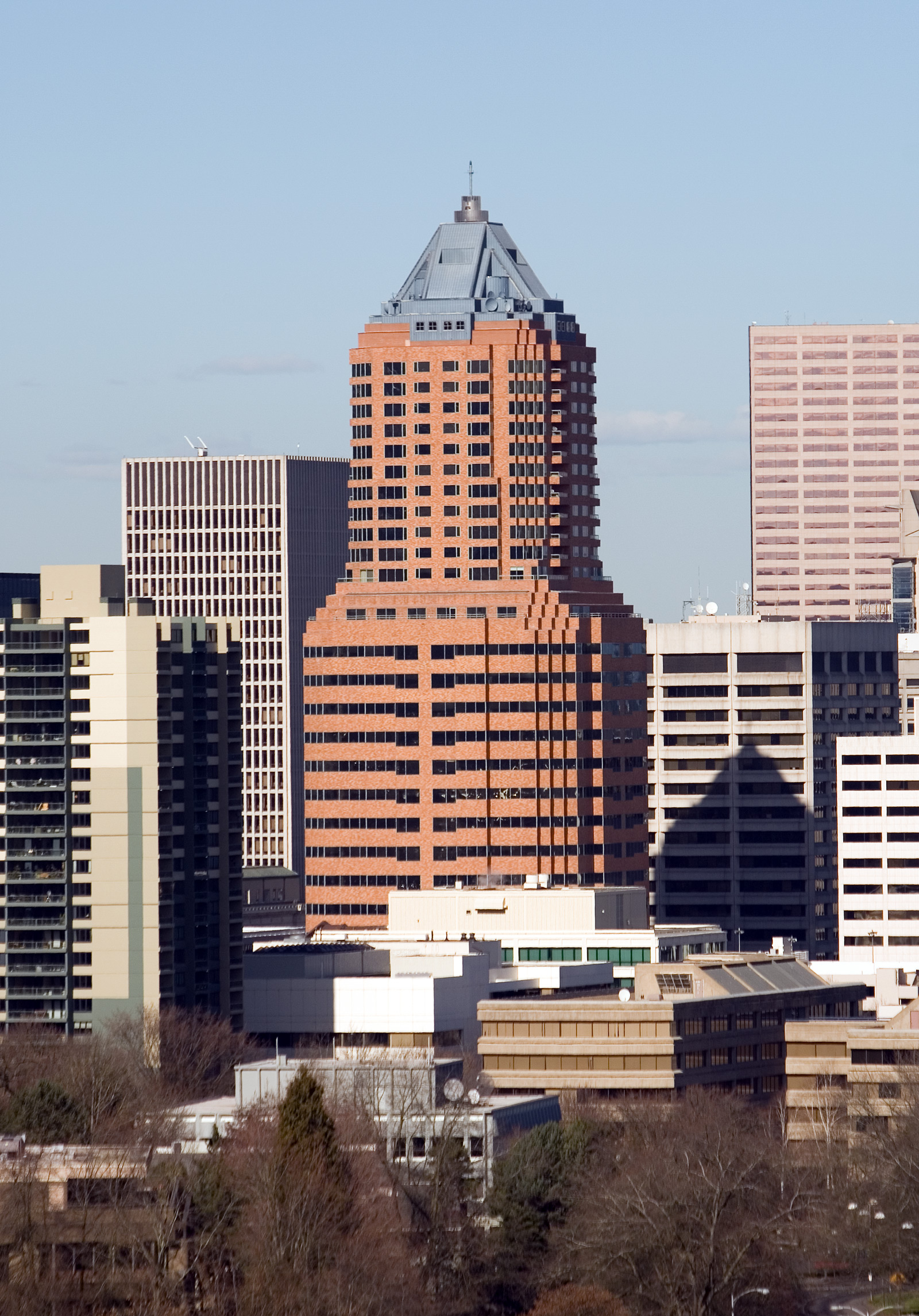
コイン・センター。SW 3rd沿いに建っている。

ポートランドの建築では、アメリカ合衆国オレゴン州ポートランドの建築について述べる。ポートランドには有名な建築物が数多く存在するが、その様式は多様である。また、数は少ないが開拓的な著名建築家も存在する。
ポートランドでのプロジェクトは比較的小規模なものが多い。これは、ポートランド中心街における1ブロックの面積がやや小さいこと（200フィートx200フィート）と、ポートランドのウェストヒルズから眺めるフッド山の景観を守るために、ビルの高さ規制を行っていることが理由として挙げられる。この規制によりポートランドでは大規模なプロジェクトが行われにくくなっているが、結果的にポートランドは「思いやりのある都市計画」と「住みやすさ」で名声を博すに至った。
古い建築物には、保存のうえ再利用されているものが多い。建築様式ではグレイズド・テラ・コッタが多く見られる。
ポートランドは持続可能な建築の先進的都市であり、市内にはLEED（Leadership in Energy and Environmental Design）によって承認された「グリーン」な建築物が多い。また、ポートランドは都市計画に優れた都市としても名高い。

## 建築家
代表的な建築家にピエトロ・ベルーシがいる。彼は当初A.E.ドイルの建築事務所に勤務し、ポートランドで建築家として活躍し、1980年代までにポートランドで多くの作品を残した。他にポートランドの建築に貢献した建築家・建築事務所としては、スキッドモア・オーウィングズ・アンド・メリル、マイケル・グレイヴス、キャス・ギルバート、ラップ・アンド・ラップ、ダニエル・バーナム、コーン・ペダーセン・フォックス、フランク・ロイド・ライト、リチャード・ノイトラ、ジマー・ガンサル・フラスカ・パートナーシップ、ブラッド・クロープフィルが有名である。
ポートランドの建築界に大きな影響を及ぼした地元の建築家では、フランシス・マリオン・ストークスとその父ウィリアム・R・ストークスが、1882年から1960年代までにかけて、2人で270を超える建築物を残した。また、ヴィクトリア様式を得意としたウォーレン・H・ウィリアムズはキャストアイロン建築であるブレーゲン・ブロックや、スティックゴシックのスタイルで建てられたオールド・チャーチなどを残し、その一部は現存している。ウィッデン・アンド・ルイスはポートランド市庁舎の建築家として有名で、ポートランド・ホテル（現存せず）、ウェインハード・ブルワリー・コンプレックス、フェイリング・オフィス・ビルディング、SWサード・アベニューにある数点のオフィスビルの他、多くの住宅建築を残した。

## 高層建築物
2008年現在、ポートランドにある高層建築物は以下の通りである。

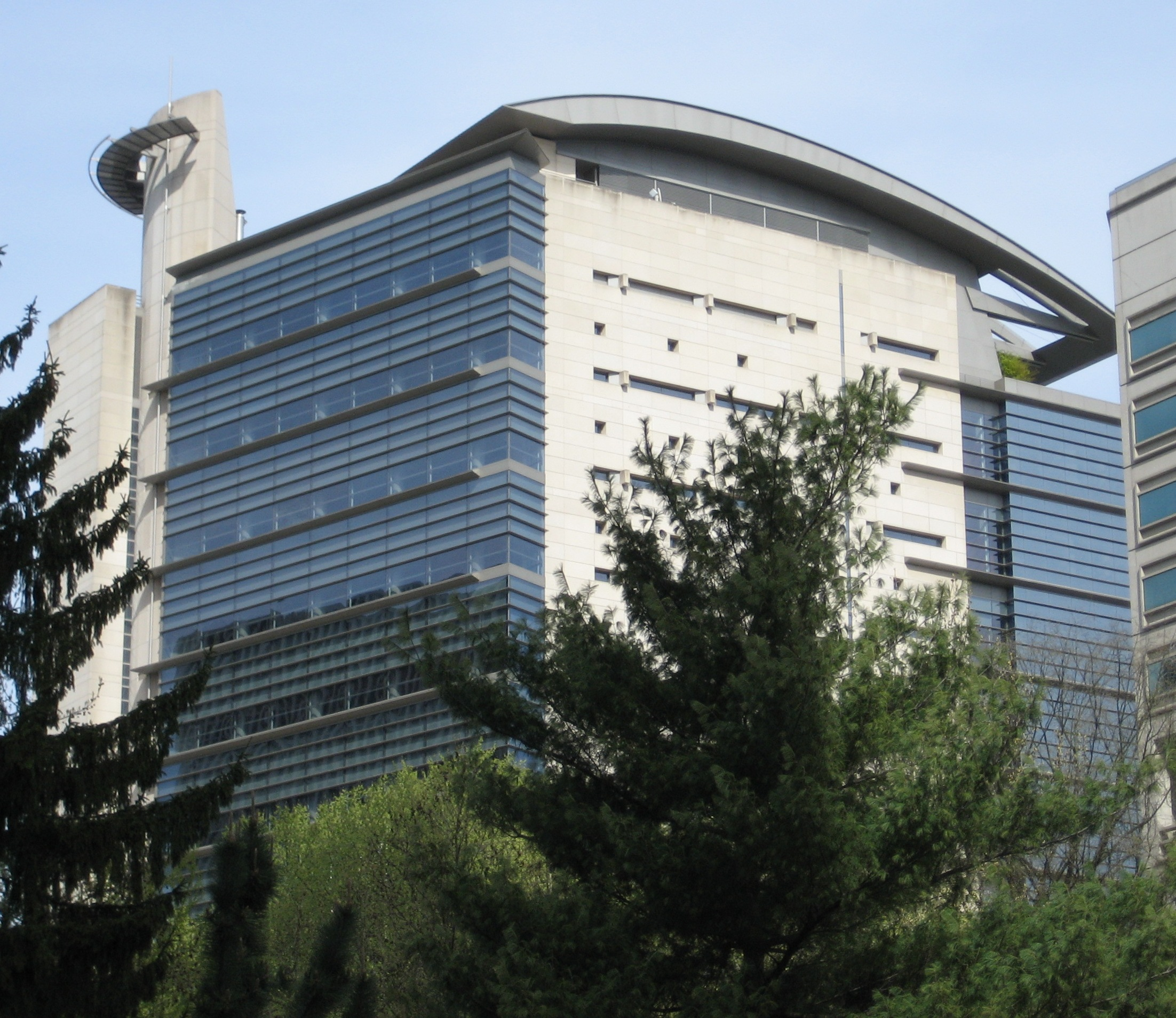
マーク・O・ハットフィールド合衆国裁判所

1. ウェルズ・ファーゴ・センター (546 ft./166 m., 1972年完成)
2. USバンコープ・タワー (536 ft./163 m., 1983年完成)
3. コイン・センター (509 ft./155 m., 1984年完成)
4. パックウェスト・センター (418 ft./127 m., 1984年完成)
5. フォックス・タワー (376 ft., 2000年完成)
6. スタンダード・インシュランス・センター (112 m., 1971年完成)
7. ジョン・ロス・タワー (325 ft./99m., 2007年完成)
8. ジ・アーディア (325 Feet, 2008年完成)
9. コングレス・センター (98 m., 1980年完成)
10. マーク・O・ハットフィールド合衆国裁判所 (318 ft/97 m., 1997年完成)
11. ODSタワー (94 m., 1999年完成)
12. 1000ブロードウェイ (288 ft./88 m., 1991年完成)

以下は建設中
- パーク・アベニュー・ウェスト・タワー (515  Feet, U/C March 2008)
- ジ・アレクサン (230 Feet, U/C 2007)
- ジ・アンコール (175 Feet, U/C 2007)
- ZGFタワー
- ラッド・タワー

## その他の有名な建築物

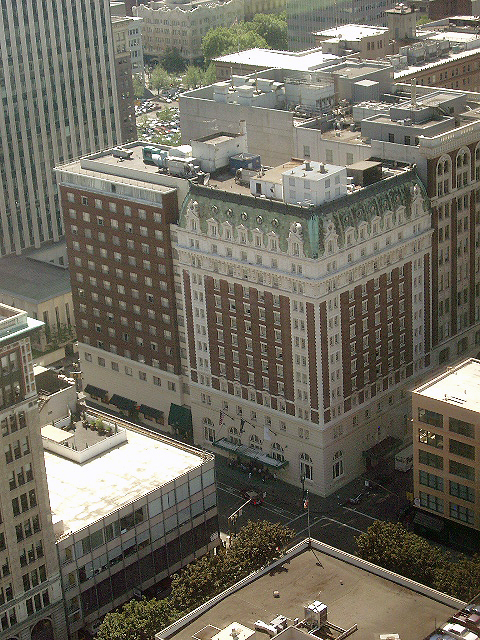
ベンソン・ホテル

- アーリン・シュニッツァー・コンサート・ホール
歴史的な劇場で、かつては「ジ・パラマウント」と呼ばれた。ヒースマン・ホテルに併設。
- ベンソン・ホテル
歴史のある豪華なホテル。
- エクイタブル・ビルディング
ピエトロ・ベルーシ設計。周りがアルミニウムに覆われた最初の建築物。
- ロイド・センター
大型ショッピングモール。1960年夏に開館した当時は、世界最大のショッピングモールであった。
- マイヤー・アンド・フランク・ビルディング
マイヤー・アンド・フランク（現：メイシーズ）の旗艦店で、一街区全体を占めていた。グレズド・テラ・コッタ。
- オレゴン・コンベンション・センター
ポートランド東部にある建築物で、二本の尖った構造が特徴。
- ピトック邸
現在は有名な観光名所となっている。
- ポートランド・パブリック・サービス・ビルディング
マイケル・グレイブス設計。アメリカ合衆国で最初の本格的なポストモダン建築。
- マーク・スペンサー・ホール
- ローズ・ガーデン・アリーナ
ポートランド・トレイル・ブレイザーズの本拠地。
- ユニオン駅
フィレンツェ様式による鉄道駅。時計塔がある。
- パイオニア・コートハウス
太平洋岸北西部で最古、ミシシッピ川以西でも2番目に古い連邦建築物。
- ポートランドはアメリカ合衆国国内でもキャストアイロン建築による建物が密集する街一つで、オールド・タウン・チャイナタウンに特に密集している。このような建築の古典的な例として、オレゴンの実業家シメオン・ガネット・リードによって建てられたグランド・ステイブル・アンド・キャリエイジ・ビルディングがある。

## 橋梁

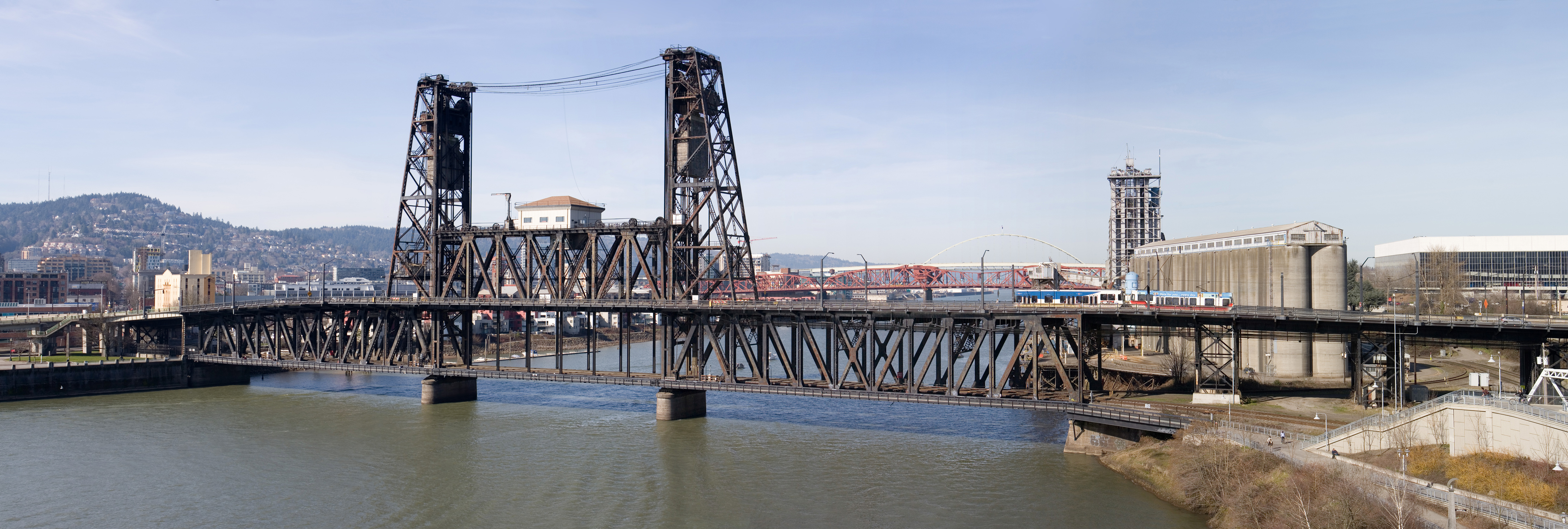
ウィラメット川に架かるスティール橋

ポートランドには多くの橋梁が存在する。

### ウィラメット川
- フレモント橋（1973年）
- マーカム橋（1966年）
- モリソン橋（1958年）
- セントジョンズ橋（1931年）
- バーンサイド橋（1926年）
- ロス・アイランド橋（1926年）
- セルウッド橋（1925年）
- ブロードウェイ橋（1913年）
- スティール橋（車1912年、鉄道1925年）
- ホーソン橋（1910年）

### コロンビア川
- グレン・L・ジャクソン記念橋（1982年）
- インターステート橋（1917/1958年）

### その他
- ビスタ橋